# Comerțul triunghiular

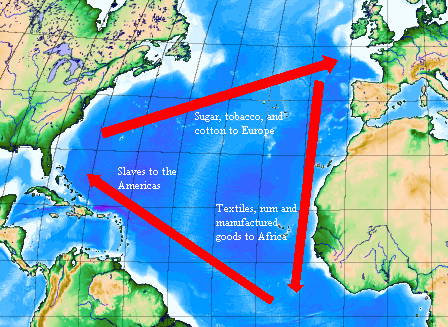
Schema modelului comerțului triunghiular clasic

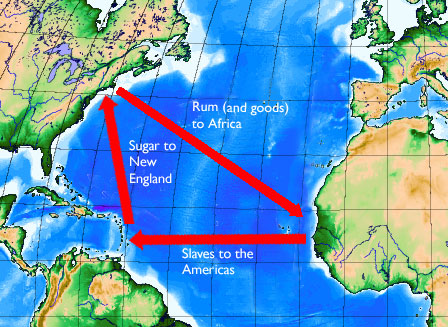
Schema modelului comerțului triunghiular al sclavilor, zahăruli și romului – a treia ramură este Lumea Nouă, nu Europa

Comerțul triunghiular ori triunghiul comerțului este un termen istoric care definea schimburile dintre trei porturi sau regiuni. Comerțul triunghiular se dezvoltă în general când o regiunea are bunuri pentru export care nu sunt necesare în regiunea din care provine principalele sale importuri. Comerțul triunghiular asigură prin urmare o metodă de rectificare a dezechilibrelor comerciale dintre regiunile de pomenite mai sus. 
Din punct de vedere istoric, rutele comerciale au fost modelate de influența puternică a vânturilor și curenților marini din perioada epocii navigației cu vele. De exemplu, pornind din porturile principalelor națiuni comerciale din Europa Occidentală era mult mai ușor de navigat spre sud, mai jos de latitudinea 30 N, iar mai apoi spre vest, folosind așa numitele „vânturi comerciale”, care făceau ca vasele cu pânze să ajungă mai ușor în Caraibe decât s-ar fi navigat direct din Europa către America de Nord continentală. Reîntoarcerea din America de Nord se putea face ușor urmând Curentul Golfului pe direcția nord-vest, folosind vânturile de vest. Un triunghi asemănător cu acesta, numit volta do mar, era folosit deja de portughezi pentru călătoriile către Insulele Canare și Azore, mai înainte ca navigatorul Cristofor Columb să facă vestita sa călătorie spre vest. Columb nu a făcut decât să extindă acest triunghi spre vest, iar ruta stabilită de el a devenit principala cale a europenilor pentru călătoriile către și dinspre America. 

## Comerțul triunghiular transatlantic cu sclavi
Vedeți și:  Comerțul transatlantic cu sclavi
Una dintre cele mai cunoscute forme de comerț triunghiular a fost cel transatlantic cu sclavi, care a funcționat de la sfârșitul secolului al XVI-lea până la începutul celui de-al XIX-lea, care a implicat transportul sclavilor, produselor alimentare și bunurilor meșteșugărești între Africa Occidentală, Insulele Caraibe și cele două Americi și cu puterile coloniale europene, existând cazuri în care America de Nord Britanică, în mod special Noua Anglie, lua locul Europei ca destinație a importurilor și sursă a exporturilor. Folosirea sclavilor a fost esențială pentru obținerea recoltelor destinate vânzării pe piețele europene. În schimb, bunurile europene erau folosite pentru cumpărarea de sclavi, care era transportați pe mare din vestul Africii către America. În ciuda faptului că europenii aveau în primul rând obiective economice, uneori au avut importanță și motivele religiioase. În 1452 de exemplu, Papa Nicolae al V-lea a oferit regilor Spaniei și Portugaliei prin actul numit Dum Diversas „permisiunea liberă și completă să invadeze, caute, captureze și subjuge orice sarazin (musulman) și păgâni și alți necredincioși ... și să reducă persoanele lor la starea de sclavi perpetui."

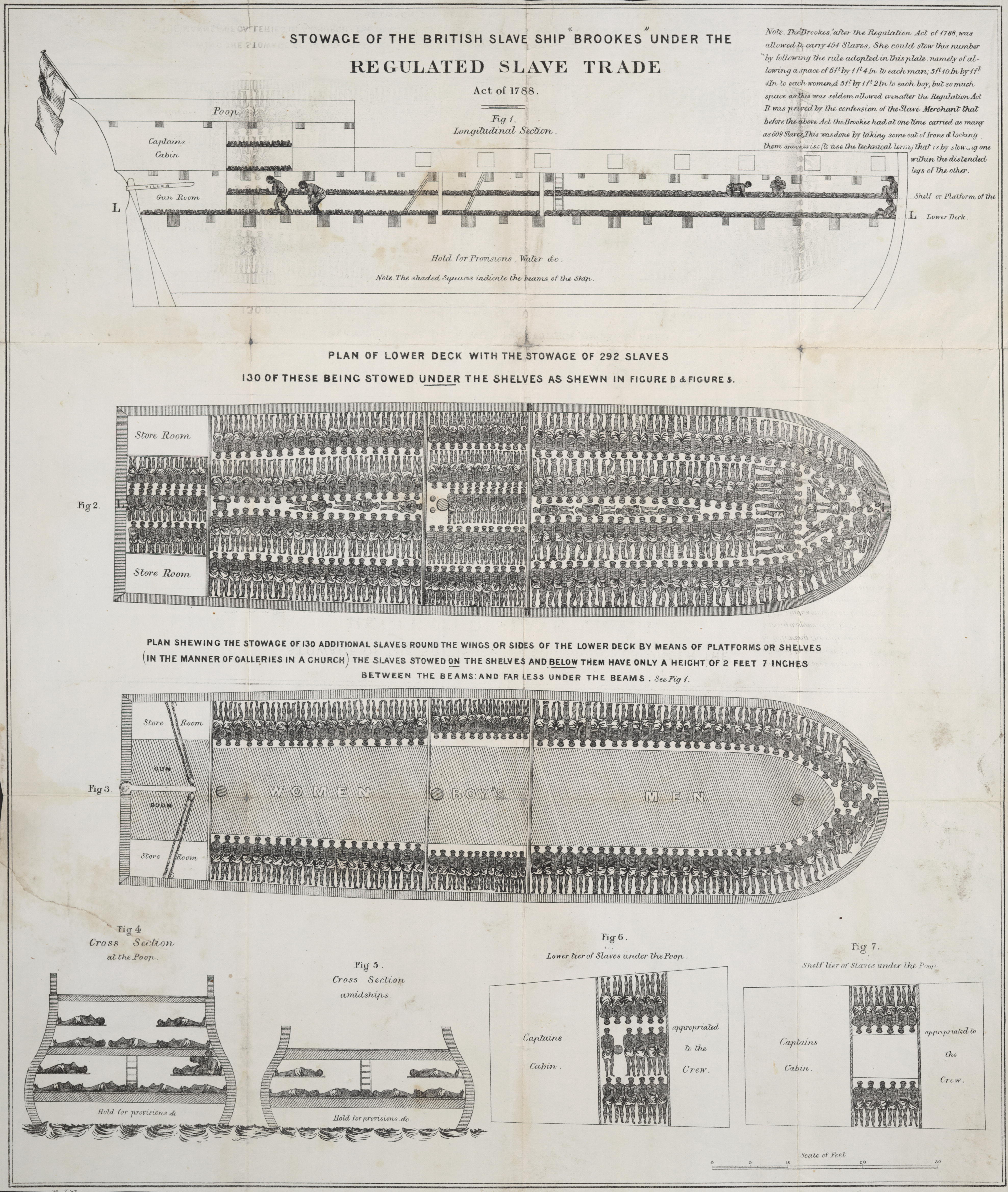
Ilustrație a modului de încărcare a sclavilor africani pe un vas specializat britanic

Un exemplu clasic este comerțul colonial cu melasă. Negustorii cumpărau zahăr brut (deseori în forma lui lichidă – melasa) de pe plantațiile de trestie de zahăr din Insulele Caraibe și îl transportau pe mare în Noua Anglie sau Europa, unde era vându distileriilor care produceau rom. Profitul obținut din vânzarea zahărului era folosit pentru cumpărarea de rom, blănuri și cherestea din Noua Anglie, pe care negustorii le trimiteau în Europa. Cu profitul obținut pe piața europeană, negustorii cumpărau bunuri manufacturate, inclusiv unelte și arme. Aceste mărfuri, dar și zahărul și romul, erau exportate în Africa de Vest, unde erau schimbate în natură pentru sclavi. Sclavii erau aduși în Caraibe, unde erau vânduți plantatorilor de trestie de zahăr. Profiturile din vânzarea sclavilor în Brazilia, America de Sud și Caraibe era folosit pentru cumpărarea de și mai mult zahăr și reluarea ciclului. Parcurgerea întregului triunghi dura între cinci și douăsprezece săptămâni. 

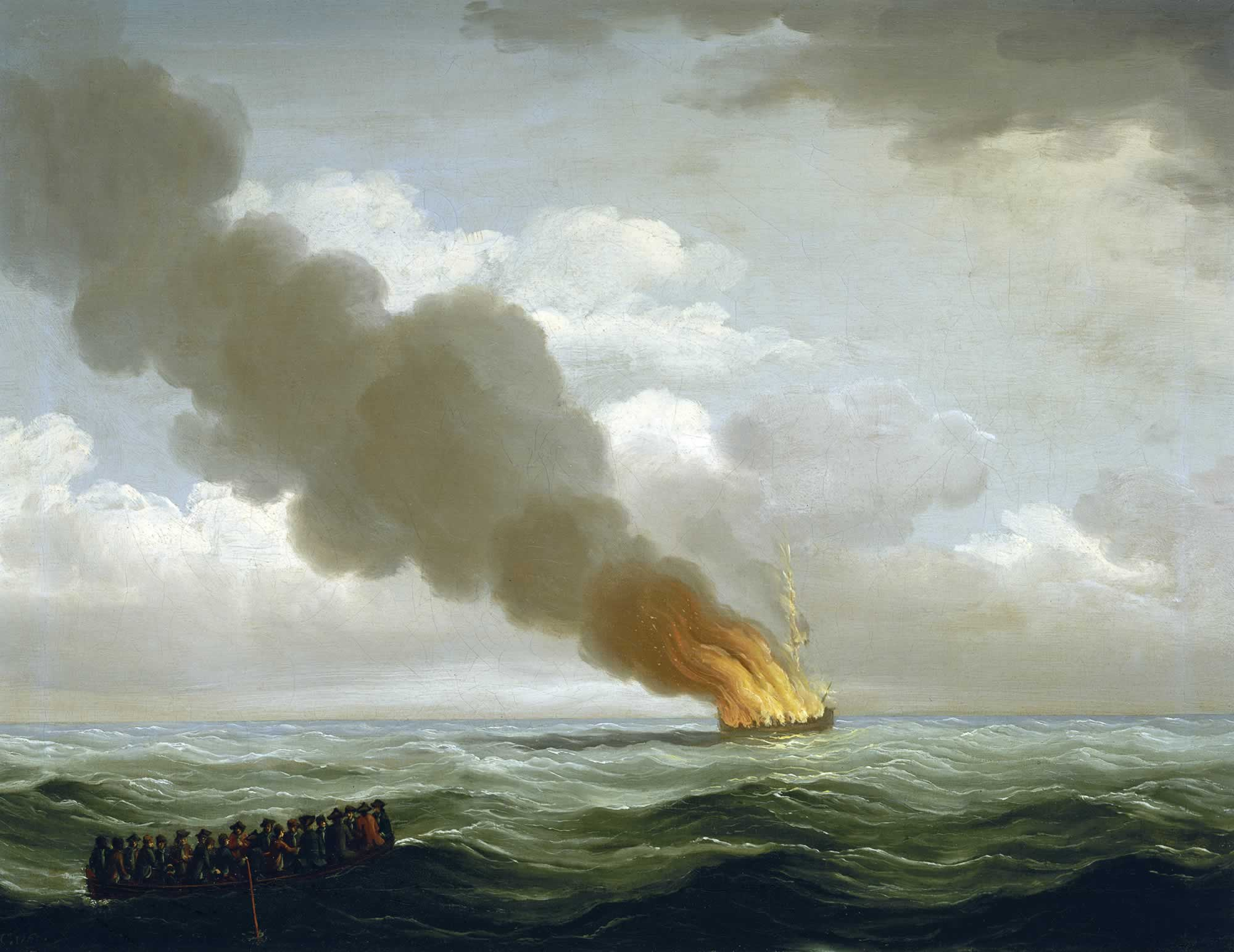
Pierderea vasului pentru sclavi Luxborough Galley în 1727 în călătoria finală a triunghiului dinspre Caraibe spre Marea Britanie

Prima latură a triunghiului era formată de un port european și unul african. Corăbiile transportau mărfuri pentru vânzare și schimb, precum cupruul, textile, bijutrii ieftine, mărgele, arme de foc și muniție. Odată corabia ajunsă în Africa, încărcătura sa era vândută sau dată la schimb pentru sclavi. A doua ramură a triunghiului era formtă din călătoria din Africa până în Lumea Nouă. În timpul traversării Atlanticului au murit mulți sclavi din cauza condițiilor inumane de transport de pe corăbii. Supraviețuitorii erau vânduți în piețle din coloniile din Caraibe sau America. Corăbiile erau după aceasta curățate cu atenție și încărcate cu mărfuri pentru export pentru cea de-a treia latură a triunghiului, către portul de origine. Din Indiile de Vest, principalele mărfuri de export erau zahărul, romul și melasa, iar din Virginia tutunul și cânepa. Corabia se reîntorcea în Europa, unde încheia triunghiul. 

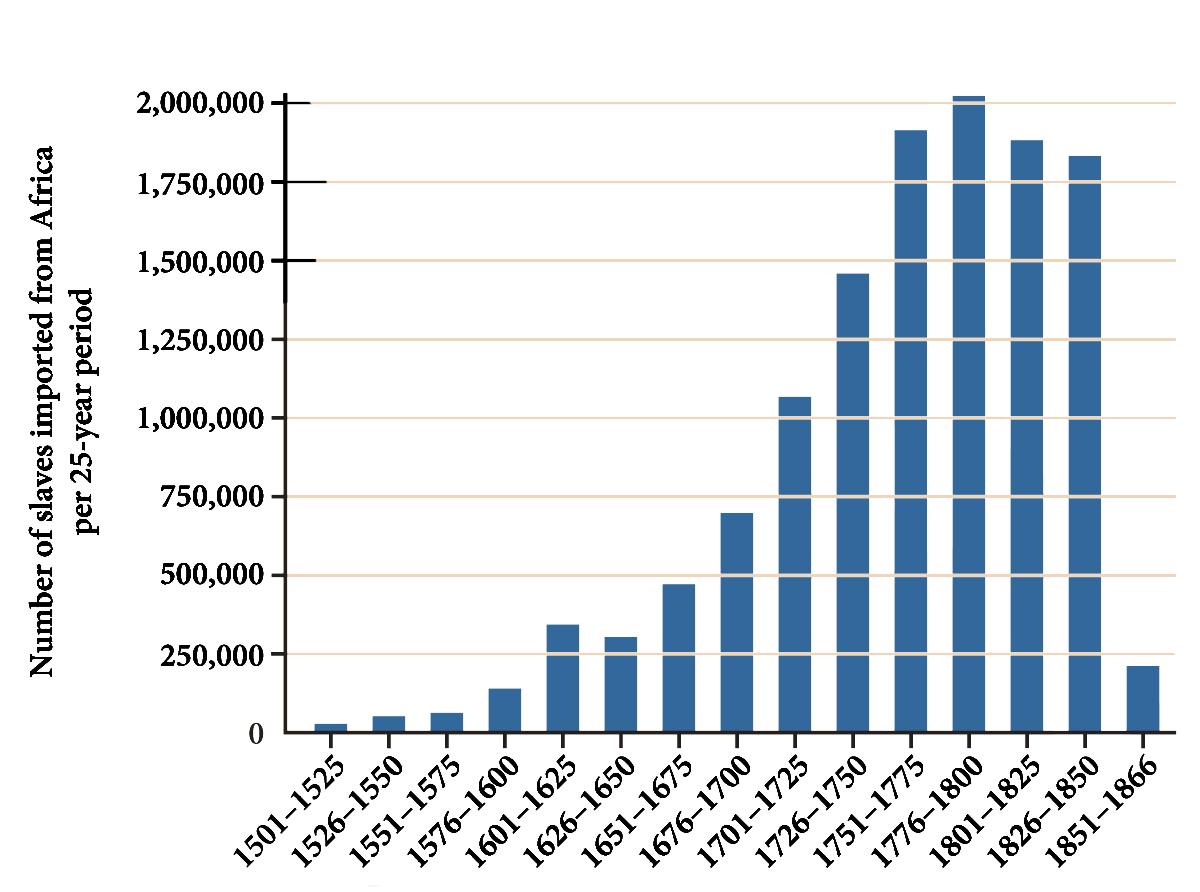
Grafic al numărului de sclavi importați din Africa în perioada 1501 – 1866

Totuși, datorită mai multor caracteristici diferite pe care le aveau corăbiile pentru comerțul cu sclavi fața de cele comerciale, ele se reîntorceau de multe ori în porturile de origine cu orice fel de marfă era disponibilă în America, iar în cazul în care rămânea spațiu neocupat cu marfă, acesta era umplut cu balast. Marile dezavantaje al acestor corăbii era dat de forma specială a vasului, (conceput pentru transportul a unui număr cât mai mare de oameni, dar nepotrivit pentru transportul altor mărfuri), și de perioada lungă a transportului de sclavi, ceea ce făcea practic imposibilă asigurarea din timp a unei încărcături pentru drumul de revenire din America, dar și datorită faptului că sosirea în porturile americanie putea fi în afara sezonului de recoltarea și prelucrare a culturilor. În momentul în care ajungeau în porturile de destinație, aproximativ 10% dintre cei de la bord nu supraviețuiseră. Datorită faptului că sclavii fuseseră transportați în spații înguste și insalubre, un număr important de sclavi mureau în timpul traversării oceanului. Mai apoi, alții mureau după debarcare datorită diferitelor boli sau a alimentației deficitarea. Recoltele destinate vânzării erau transportate de cele mai multe ori de vase destinate exclusiv transportului dintre Europa și America, reducând astfel impactul pe care îl avea transportul sclavilor. Comerțul triunghiular este un model comercial, nu o descriere exactă a rutei urmată de corabie.

Un studiu din 2017 asupra impactului avut de exportului tehnologiei necesare fabricării prafului de pușcă în Africa a dovedit că a produs o creștere a volumului comerțului transatlantic cu sclavi, permițându-le anumitor lideri africani să îi înrobească pe semenii lor din alte triburi sau entități statale inamice. „O creștere de un procent în praful de pușcă a pus în mișcare un ciclu de 5 ani arme de foc-sclavi, care a dus la creștera exporturilor de sclavi în medie cu 50%, iar impactul a continuat să crească de-a lungul timpului”.

### Noua Anglie
În Noua Anglie se fabrica de asemenea rom din zahărul și melasa caraibiană, pe care mai apoi îl vindea în Africa sau în interiorul continentului american. Cu toate aceste, „comerțul triunghiular” în cazul Noii Anglii a fost o operația fragmentată. Nu sunt cunoscuți comercianți din Noua Anglie care să fi completat întregul circuit triunghiular, care era acoperit în medie într-un an, după cum spune istoricul Clifford Shipton. Conceptul comerțului triunghiular al Noii Anglii a fost prima dată sugerat într-o carte din 1866 a lui George H. Moore, a fost preluat în 1872 de istoricul George C. Mason și a ajuns bine cunoscut după o prelegere a omului de afaceri și istoricului William B. Weeden.

## Alte exemple de comerț triunghiular
Termenul „comerțul triunghiular” se poate referi și la o varietate de acțiuni comerciale: 
- Un model de comerți care a evoluat mai înainte de Războiul de Independență al Statelor Unite ale Americii între Regatul Unit, coloniile din America de Nord și coloniile britanice din Caraibe. Acest model schimbul materiilor prime din coloniile nord-americane (de exemplu pește, în mod special cod sărat, produse agricole sau cherestea) cu produsele obținute pe plantațiile exploatate cu ajutorul sclavilor din Indiile Occidentale (zahăr și melasă) și diferitele produse manufacturate în Marea Britanie.[12]
- Transportul pe calea apelor a codului sărat din  Terranova și a porumbului din portul Boston cu corăbii britanice către Europa de sud.[13] De aici, erau exportate în Marea Britanie vinul și măslinele
- Un nou „triunghi al zahărului” s-a dezvoltat in deceniile al treilea și al patrulea din secolul al XIX-lea în care corăbiile americane transportau produse locale către Cuba, de unde exportau zahăr sau cafea către porturile baltice suedeze sau ruse. De aici, aduceau înapoi în Noua Anglie  fier forjat și cânepă.[14]